# Herb gminy Niwiska
Herb gminy Niwiska – jeden z symboli gminy Niwiska, autorstwa Roberta Szydlika, ustanowiony 13 czerwca 2011.

## Wygląd i symbolika
Herb przedstawia na tarczy w polu czerwonym godło herbu Leliwa nad trzema świerkami srebrnymi w układzie 2:1. Leliwa pochodzi z herbu rodziny Tarnowskich, którzy założyli wiele miejscowości na terenie dzisiejszej gminy. Świerki nawiązują do topografii gminy, która w około 46% pokryta jest lasami oraz do historycznego położenia na terenie dawnej Puszczy Sandomierskiej.